# Plautdietsch
Plautdietsch ist die Sprache der Russlandmennoniten, im nordamerikanischen Sprachraum auch als Mennonite Low German (wörtlich Mennonitenniederdeutsch) bekannt. Es ist eine niederpreußische Varietät des Ostniederdeutschen, die sich im 16. und 17. Jahrhundert im Weichseldelta herausgebildet hat.

## Sprachbeispiel: Vaterunser
Das plautdietsche Vaterunser lautet wie folgt:

„Ons Voda em Himmel!
Dien Nome saul heilich jehoole woare.
Lot dien Ritj kome;
lot dien Welle opp Ieed jrod soo
jedone woare aus em Himmel.
Jeff ons daut Broot, daut wie vondoag brucke.
Vejeff ons onse Schult,
soo aus wie dee vejewe, dee sich aun ons veschuljcht habe.
Brinj ons nich en Vesieetjunk,
oba bewoa ons von dem Beese.
Wiels die jehiet daut Ritj
en dee Krauft en dee Harlichtjeit
opp emma en emma.
Amen.“

## Verbreitung
Weltweit sprechen etwa 500.000 Menschen Plautdietsch. In Deutschland haben etwa 200.000 Menschen eine plautdietsche Herkunft. Der größte Teil von ihnen ist in der zweiten Hälfte des 20. Jahrhunderts aus den Nachfolgestaaten der Sowjetunion nach Deutschland ausgewandert, davon die meisten in den 1990er Jahren. Schätzungsweise 8 % aller Russlanddeutschen sind Russlandmennoniten.
Für viele Plautdietsche ist Mehrsprachigkeit mit Englisch, Deutsch, Russisch oder Spanisch eine Selbstverständlichkeit. In Lateinamerika gibt es jedoch auch etwa 100.000 einsprachige Plautdietsch-Sprecher.
Plautdietsch wird heute weltweit gesprochen. Größere Zentren und Sprachinseln befinden sich vor allem in:
- Mittel- und Südamerika: Paraguay, Bolivien, Brasilien, Argentinien, Belize, Uruguay
- Europa: Deutschland, Russland, Polen (früher), Ukraine (früher)
- Nordamerika: Kanada, USA, Mexiko
- Asien: Russland, Kasachstan, Kirgisistan, Georgien (früher)

### Verbreitung in Deutschland
Die größte Siedlungsdichte der Plautdietsch-Sprecher ist in Ostwestfalen-Lippe zu finden, während größere Sprechergruppen auch in den Regionen um Frankenthal, Neuwied, Gummersbach, Alheim oder Köln/Bonn zu finden sind. Im Gegensatz zu den autochthonen Sprechern der norddeutschen Niederdeutsch-Varietäten sind die Plautdietsch-Sprecher als Teil der russlanddeutschen Einwanderergruppe auch in den süddeutschen Ländern beheimatet. Somit sind die Vereine und Institutionen von Plautdietschen zugleich Migrantenselbstorganisationen (MSO).

### Vereine und Initiativen
Der Verein Plautdietsch-Freunde ist 1999 von russlanddeutschen Aussiedlern gegründet worden. Die Geschäftsstelle – mit einer Literatur- und Mediensammlung auf und über Plautdietsch – ist 2006 von Oerlinghausen nach Detmold umgezogen. Das Ziel ist die Dokumentation und Pflege der Sprache Plautdietsch. Der Verein veranstaltet jährliche Fachtagungen und Studienreisen und gibt die vierteljährlich erscheinende Zeitschrift Plautdietsch FRIND heraus. Auf nationaler und internationaler Ebene stellt der Verein Plautdietsch-Freunde ein Forum für die verschiedensten Interessen rund um Plautdietsch dar. Peter Wiens, Gründer und langjähriger Vorsitzender des Vereins, war auch Chefredakteur der Zeitschrift Plautdietsch FRIND und Gastmitglied im Bundesrat für Niederdeutsch (BfN). Den Vereinsvorsitz, die Redaktionsleitung sowie die Vertretung der Plautdietschen im BfN hat inzwischen Heinrich Siemens übernommen.
Weitere Initiativen, die sich für die Pflege und den Erhalt der plautdietschen Sprache einsetzen, sind z. B. die Gruppe Gendach von Tatjana Klassner (Warendorf, Everswinkel), die Arbeitsgruppe von und mit Tina Wedel (Bonn, Kruft) oder der Arbeitskreis für plautdietsche Literatur von und mit Agnes Gossen (früher Giesbrecht) (Bonn, Oerlinghausen). Klassner, Wedel und Gossen organisieren jährlich größere Kulturveranstaltungen wie beispielsweise das Anna-German-Festival, den Plautdietscha Nomeddach in Kruft oder den Plautdietschen Literaturpreis – in der Regel in Kooperation mit dem Verein Plautdietsch-Freunde.
Im Rahmen der Jahrestagung 2009 haben die Plautdietsch-Freunde ein lockeres Netzwerk von Plautdietschforschern gegründet. Dieses Netzwerk soll die Grundlage für die Entstehung eines Instituts für Plautdietsch werden, das sich auf wissenschaftlicher Ebene interdisziplinär und international mit linguistischen und anderen Themenbereichen rund um Plautdietsch beschäftigen wird.

### Radio, Fernsehen und Internet
Der Verein SW-Radio (Segenswelle) ist im Mai 2005 gegründet worden und hat seinen Sitz in Detmold. Der Verein produziert plautdietsche Radiosendungen und dokumentiert Lebensgeschichten, Zeugnisse, Erzählungen und besondere Ereignisse der plattdeutschen Mennoniten und veröffentlicht sie vor allem über das Radio. Mit seinem Gründer und Vorsitzenden Viktor Sawatzki veranstaltet der Verein jährlich Gottesdienste in plautdietscher Sprache. Zurzeit kann man plautdietsche Radiosendungen über Kurzwelle, Satellit, Internet und Telefon empfangen.
Radio HCJB in Quito, Ecuador sendet ein plautdietsches Radioprogramm, das bis 2013 über die Kurzwellenrelaisstation Wertachtal gesendet wurde bzw. als Internetradio auch in Deutschland empfangen werden kann. In Lateinamerika sind vor allem auch Radio ZP-30 (Paraguay) und Radio Mensajero (ebenfalls Paraguay) aktiv dabei, Radiosendungen in plautdietscher Sprache auszustrahlen. Ebenso wie HCJB senden diese beiden Radiosender auch hochdeutsche und spanische Programme.
Auch in Nordamerika gibt es Initiativen zur Verbreitung der plautdietschen Sprache. Neben Radio De Brigj aus Aylmer, Ontario, werden vor allem die Angebote im Internet erweitert. Es gibt beispielsweise eine Anzahl von Seiten bei Facebook, die sich mit Plautdietsch befassen zum Beispiel Plautdietsch – Oba yo!, LowGerman – Plattdeutsch, PlautCast, Plautdietsch. Weiterhin gibt es eine Reihe von Webseiten, die sich explizit dem geschriebenen und gesprochenen Plautdietsch der Russlandmennoniten in den USA und Kanada widmen, wie z. B. Plautdietsch.ca von Jim Derksen in Winnipeg, Manitoba. Diese Seite ist vor allem für englischsprachige Nutzer gedacht, die sich mit Plautdietsch beschäftigen wollen. Hier wird eine allgemeine Übersicht über Plautdietsch und verschiedene Ressourcen, die ins Plautdietsche einführen, geboten. Mit der Web-Dienstleistung PlautCast aus Winnipeg, der wohl bekanntesten Initiative, bieten die Gründer und Betreiber Ken Sawatzky und Vern Neufeld regelmäßige Audio-Programme, Podcasts, so wie auch Videos auf Plautdietsch, die sich mit verschiedenen Aspekten des Plautdietsch-Sprechens in aller Welt befassen.

### Plautdietsche Filme
2007 wurde Stellet Licht des mexikanischen Filmregisseurs Carlos Reygadas für die Goldene Palme in Cannes nominiert. Gemeinsam mit Marjane Satrapis und Vincent Paronnauds Animationsfilm Persepolis wurde Stellet Licht mit dem Preis der Jury (Prix du Jury) ausgezeichnet. Im Oktober 2007 hat Mexikos Academy of Cinematographic Arts and Sciences Stellet Licht zur Nominierung für den Oscar 2008 in der Kategorie „Bester fremdsprachiger Film“ vorgeschlagen. Der Film wurde in einer mennonitischen Gemeinschaft in Chihuahua, Mexiko gedreht.
2005 erstellten italienische Filmproduzenten im Auftrag von National Geographic einen Dokumentarfilm über zwei konservative mennonitische Kolonien in Nordmexiko. Die perfekte Welt der Mennoniten wurde 2006 über den National Geographic Channel im plautdietschen Originalton mit jeweils angepasstem Untertitel weltweit ausgestrahlt.
Zum Zwecke der Sprachdokumentation werden in der Geschäftsstelle des Vereins der Plautdietsch-Freunde auch Amateuraufzeichnungen von plautdietschen Veranstaltungen gesammelt und archiviert. Vor allem die Aufnahmen von Theateraufführungen, wie etwa von Dee Fria oder Oppe Forstei von Arnold Dyck, sind sowohl in kultureller als auch in sprachwissenschaftlicher Hinsicht wertvolle Dokumente. Angestoßen durch das Projekt Moving Memory entstehen außerdem immer mehr Oral-History-Dokumentationen, die in kurzen Episoden bei YouTube oder MyVideo veröffentlicht werden.

### Plautdietsche Autoren
- Arnold Dyck (Kanada/Deutschland)
- Reuben Epp (Kanada)
- Peter P. Klassen (Paraguay)
- Elina Penner (Deutschland)
- Lore Reimer (Russland/Deutschland)
- Heinrich Siemens (Deutschland)
- Jack Thiessen (Kanada)
- Miriam Toews (Kanada)
- Rudy Wiebe (Kanada)
- Peter Wiens (Deutschland)